# Diocèse de Caltanissetta
Le diocèse de Caltanissetta (en latin : Diœcesis Calatanisiadensis ; en italien : Diocesi di Caltanissetta) est un diocèse de l'Église catholique en Italie, suffragant de l'archidiocèse d'Agrigente et appartenant à la région ecclésiastique de Sicile.

## Territoire

région ecclésiastique de Sicile avec le diocèse de Caltanissetta en rouge

Le diocèse comprend une grande partie du libre consortium municipal de Caltanissetta à l'exception de certaines municipalités appartenant au diocèse de Piazza Armerina et la commune de Calascibetta qui est dans le libre consortium municipal d'Enna.
Il possède un territoire de 1 120 km2 divisé en 69 paroisses regroupées en 4 archidiaconés.
L'évêché est à Caltanissetta où est située la cathédrale de Santa Maria la Nova, à l'intérieur, la statue de l'archange saint Michel est portée en procession tous les 8 mai à l'église saint Michel, lieu où aurait eu lieu le miracle. Dans la même ville, le sanctuaire du Signore della Città (it) conserve un crucifix appelé Signore della Città ou Cristo Nero, porté en procession lors de la semaine sainte à Caltanissetta (it), il est considéré comme saint patron de la ville.

## Histoire
La création du diocèse fait partie du projet d'extension des diocèses siciliens décidé par le parlement de Sicile et présenté le 5 avril 1778 au roi Ferdinand III. Le processus de fondation est interrompu par la Révolution française et reprit par le parlement sicilien le 24 mars 1802, ce qui conduisit à la naissance des diocèses de Caltagirone (1816), Piazza Armerina et Nicosia (1817). En 1819, Caltanissetta devient capitale provinciale, l'année suivante, le député Giuseppe Cinnarella présente officiellement au parlement napolitain la demande d'érection de sa ville en évêché. En décembre 1822, une demande est adressée à Ferdinand Ier, requête fondée sur l'article 3 du concordat de 1818 qui prévoyait une augmentation des diocèses siciliens et la nécessité de diviser le diocèse d'Agrigente. Cependant, des obstacles bureaucratiques et l'obligation de garantir les fonds nécessaires au maintien de structures diocésaines retardent la décision finale de quelques années.
Le diocèse de Caltanissetta est finalement érigé le 25 mai 1844 par la bulle pontificale Ecclesiae universalis du pape Grégoire XVI en prenant une partie du territoire du diocèse d'Agrigente. C'est l'évêque Giovanni Battista Guttadauro di Reburdone qui donne une empreinte indélébile au diocèse, le soutenant pendant près d'un demi-siècle. Il fonde le séminaire diocésain et l'académie Saint Thomas d'Aquin pour la formation du clergé. D'une part, il encourage la piété populaire mais s'occupe aussi de questions sociales, conformément à l'enseignement du pape Léon XIII. Lors du premier concile œcuménique du Vatican, il se range du côté des anti-infailliblistes mais plus tard il rejoint le dogme de l'infaillibilité papale.
Son successeur, Ignazio Zuccaro (1896-1906) est faussement accusé au Saint-Siège qui, après une enquête menée par le visiteur apostolique Ernesto Bresciani, est relevé de ses fonctions épiscopales et contraint de démissionner ; il est remplacé par Antonio Augusto Intreccialagli (1907-1914) qui prouve que les accusations sont fausses et que le jugement donné par le visiteur apostolique est superficiel. Pendant l'épiscopat de Giovanni Jacono, en 1943, la démocratie chrétienne est fondée à Caltanissetta. La figure de l'évêque Alfredo Maria Garsia (1973-2003), qui s'est particulièrement consacré à la défense de la dignité humaine, est également importante. Il fonde l'institut théologique "Mgr Guttadauro" pour la formation des futurs prêtres et l'institut des sciences religieuses "Saint Augustin" pour les laïcs. C'est au cours de son épiscopat que le premier synode diocésain a lieu en 1989. La reconnaissance civile du diocèse est donnée par le décret du ministère de l'Intérieur le 24 février 1987 publié dans le supplément de la Gazzetta Ufficiale della Repubblica Italiana (Journal officiel italien) du 18 mars 1987. En 1993, le diocèse reçoit la visite pastorale de Jean-Paul II.

## Évêque
- Antonino Maria Stromillo, C.R (1845-1858)
- Giovanni Battista Guttadauro di Reburdone (1858-1896)
- Ignazio Zuccaro (1896-1906)
- vénérable Antonio Augusto Intreccialagli, O.C.D (1907-1914) nommé archevêque coadjuteur de l'archidiocèse de Monreale
  - siège vacant (1914-1921)
- Giovanni Jacono (1921-1956)
- Francesco Monaco (1956-1973)
- Alfredo Maria Garsia (1973-2003)
- Mario Russotto (2003-  )

## Sources
- (it) Cet article est partiellement ou en totalité issu de l’article de Wikipédia en italien intitulé « Diocesi di Caltanissetta » (voir la liste des auteurs).
- (en) Catholic Hierarchy